# Maria Sykora
Pour les articles homonymes, voir Sykora.
Maria Sykora (née le 10 novembre 1946 à Tulln an der Donau) est une athlète et handballeuse autrichienne.

## Athlétisme
Aux Championnats d'Europe d'athlétisme 1969, elle remporte la médaille de bronze sur 400 mètres.
Elle obtient aux Championnats d'Europe d'athlétisme en salle 1970 à Budapest la médaille d'or sur 800 mètres et la médaille de bronze du relais 4 × 200 mètres.
À l'Universiade d'été de 1970, elle est médaillée d'or sur 400 mètres et médaillée d'argent sur 800 mètres.
Elle sera également médaillée de bronze sur 400 mètres aux Championnats d'Europe d'athlétisme en salle 1971 et dispute les Jeux olympiques d'été de 1972.

## Handball
Maria Sykora a également joué au handball, faisant notamment partie de l'équipe nationale autrichienne disputant les Jeux olympiques d'été de 1984.

## Famille
Maria Sykora est la sœur de l'athlète et femme politique Liese Prokop ainsi que la tante de la handballeuse Karin Prokop et du skieur alpin Thomas Sykora.